# Плавание на чемпионате мира по водным видам спорта 2019
Соревнования по плаванию на чемпионате мира 2019 года в Кванджу проходили с 21 по 28 июля. Были разыграны 42 комплекта наград. Победу в общекомандном зачёте с 14 золотыми, 8 серебряными и 5 бронзовыми медалями одержала сборная США.

## Расписание
| П | Предварительные раунды | 1/2 | Полуфиналы | Ф | Финалы |